# Конке (Падова)
Конке је насеље у Италији у округу Падова, региону Венето.
Према процени из 2011. у насељу је живело 874 становника. Насеље се налази на надморској висини од 1 м.